# Museum voor Torhouts aardewerk
Het Museum voor Torhouts aardewerk bevindt zich in Torhout. Het herbergt een collectie meerkleurig aardewerk uit de 18e, 19e en 20e eeuw.
In het museum bevindt zich een grote verzameling van meerkleurig versierd kunstaardewerk. De stad bezat sinds de 18e eeuw een bloeiende kunstnijverheid, die zich vooral toespitste op aardewerk. De kunstpottenbakkers legden de basis voor een sieraardewerkproductie die later in Vlaanderen werd overgenomen en gekopieerd (zoals Brugge, Kortrijk, Bredene en Sint-Niklaas). Het aardewerk was niet alleen populair in Vlaanderen maar ook in het buitenland zoals in het Verenigd Koninkrijk en Noord-Amerika. In het museum zijn exemplaren uit verschillende stijlperiodes te zien. De kunstnijverheid kende vooral haar hoogtepunt tijdens de art-nouveau-periode. 

## Kenmerken

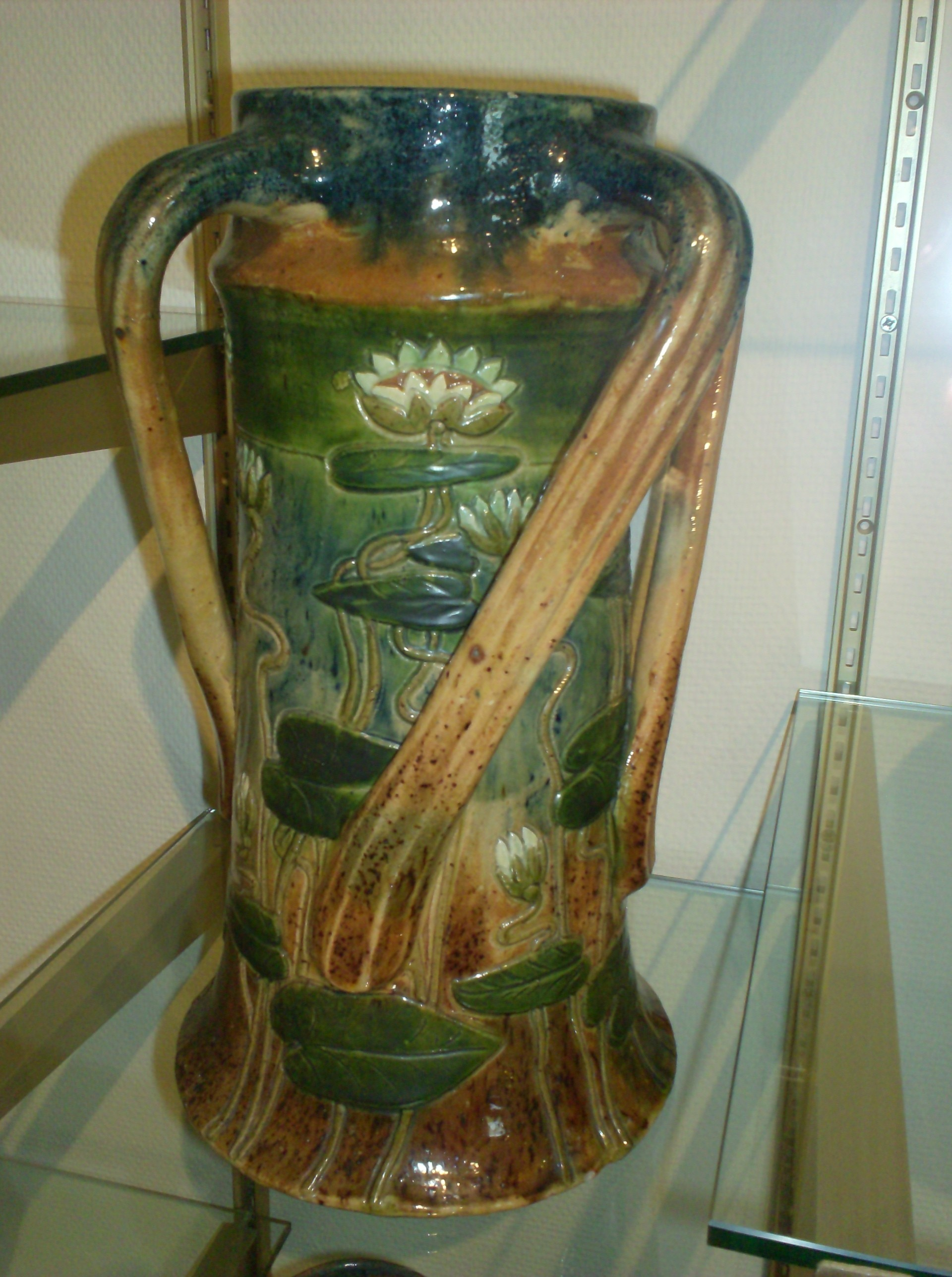

Het Torhouts aardewerk werd uitsluitend ambachtelijk vervaardigd. De motieven kenmerkend voor het aardewerk werden met een gekleurde engobe aangebracht. Door klei te mengen met metaaloxiden werden de kleuren (vooral groen en aardetinten) verkregen. Het aardewerk werd monocuisson gebakken in een met kolen en hout gestookte oven.

### Geschiedenis
Torhout kent een lange traditie inzake aardewerk dat teruggaat tot in de middeleeuwen. In die tijd waren het gewone gebruiksvoorwerpen uit roodbakkende kleisoorten, zonder versiering maar wel bedekt met loodglazuur. Er waren hoofdzakelijk drie generaties pottenbakkers aan het werk: de families ROOSE (1609-1820), WILLEMYNS (1783-1885) en MAES (1885-1939). 
Pottenbakkerij Willemyns was werkzaam van 1783 tot 1875. Deze pottenbakkerij ging zich als eerste toeleggen op de productie van hoogversierde stukken, daarbij vertrekkend van het gangbare gebruiksaardewerk zoals koffiekannen en vuurkorfjes. Drie kunststijlen waren typisch voor hun werk: de Lodewijk XVI-stijl met als typisch kenmerk de symmetrie en versieringen met slingers, de empirestijl met sfinxen, palmetten en kopjes en de Louis-Philippestijl met realistische invloeden zoals bloemen en dieren.
In 1875 nam de familie Maes het bedrijf van de familie Willemyns over. Zij gingen nog andere voorwerpen produceren zoals vazen, kruiken, sierborden en tabakspotten. Hun stukken worden vooral gekenmerkt door overvloedig aangebrachte versieringselementen, veelal bloemen op een hoog- of vlakreliëf. 
In september 2008 zijn er honderden afstammelingen van de families samengekomen aan Kasteel Ravenhof in Torhout om het 25-jarig bestaan van het museum te vieren.